# 長谷川輝
長谷川 輝（はせがわ てる、1983年12月27日 - ）は、日本の俳優、アクション俳優、殺陣師（アクションコーディネーター）。血液型はA型。日本芸術高等学園卒業、日本芸術専門学校卒業。2021年以降、活動名を本名の長谷川 晃誉から改め芸名の長谷川輝を用いている。

## 出演

### テレビドラマ
- さわやか3組 （1994年 NHK教育テレビ）
- ママに宿題 （1995年 TBS）
- 姫将軍大暴れ （1995年 TX）
- 追跡2 （1997年 NTV）
- 新・どっちの料理ショー （?年 ？）
- 五星戦隊ダイレンジャー （?年 ？）

### 映画
- ネガティブハッピー・チェーンソーエッヂ （2008年 日活）
- 山桜 （2008年 東京テアトル）
- ビー・バップ・ハイスクール
- G.F.G-ゴールデンファンキーガール-
- ローリングQ
- ヤンキーロード

### 舞台
- 彦山権現誓助剣 （?年 国立劇場）
- ひらかな盛衰記 （?年 国立劇場）
- 南総里見八犬伝 （?年 歌舞伎座）
- 壺阪霊験記（1991年浅草公会堂）
- わが町 （1997年 銀座セゾン劇場）
- 天涯の花 （1999年 新橋演舞場）
- 3年B組金八先生 夏休みの宿題 （2003年 明治座、2005年御園座）
- カヴァレリア・ルスティカーナ／パリアッチ （2006年 新国立劇場）
- エフゲニー・オネーギン （2008年 東京文化会館）
- こうもり （2008年 神奈川県民ホール、びわ湖ホール、東京文化会館）
- 解脱衣楓累 （2008年大阪、名古屋、前進座、浅草公演）
- トゥーランドット （2009年 神奈川県民ホール、びわ湖ホール）
- peach boy's （2012年 シアターサンモール）
- 子どもと魔法 （2013年 まつもと市民芸術館）
- ノイズ -Function Error into the Blue-（2015年　萬劇場）
- 鬼火の香炉（2016年　ウッディーシアター中目黒）
- トケルトゲ（2016年　シアターKASSAI）
- カレイド・モノクローム（2017年　ザ・ポケット）
- 今、一太刀 ～赤穂浪人傳～（2016年　シアターX）
- 五・五合目の海（2018年　シアターグリーン Big Tree Theater）
- イノリガミ（2018年　萬劇場）殺陣師として参加
- ルーラースケーラー（2019年　ザ・ポケット）
- Wind peoples （2019年　TACCS1179）
- 妖唄いてその姿（2019年　花やしき座）
- Log@M（2020年　日暮里 d-倉庫）
- 愛need獣(2020年　シアターシャイン)
- アリス（2020年　TACCS1179）
- ラブレター（2020年　シアターシャイン）
- HH企画verK（2021年　中野あくとれ）

### ミュージック・ビデオ(PV)
- マキシマムザホルモン 「ロッキンポ殺し」（2005年）
- BEAT CRUSADERS 「WINTERLONG」（2008年）

### その他映像作品
- YouTubeショートムービー「忍ジャパンｃｈ」（2021年）